# 16. domobranski pehotni polk (Avstro-Ogrska)
Za druge 16. polke glejte 16. polk.
16. domobranski pehotni polk (izvirno nemško k.k. Landwehr Infanterie Regiment Nr. 16; dobesedno slovensko: Cesarsko-kraljevi deželnobrambovski pehotni polk št. 16) je bil pehotni polk avstro-ogrskega Domobranstva.

## Zgodovina
Polk je bil ustanovljen leta 1889. 

### Prva svetovna vojna
Polkovna narodnostna sestava leta 1914 je bila sledeča: 82% Poljakov in 18% drugih.
Naborni okraj polka je bil v Krakovu in Vadovicah, pri čemer so bile polkovne enote garnizirane v Krakovu.

## Poveljniki polka
- 1898: Ludwig Bastl[2]
- 1914: Heinrich von Dürfeld[1]